# Eduard Zenz
Eduard Zenz (* 1948) ist ein deutscher Jurist.

## Leben
Nach dem Studium der Rechtswissenschaften und der Promotion zum Dr. jur. war er 23 Jahre bei verschiedenen Volksbanken, davon 21 Jahre als Vorstandsmitglied, zuletzt vor der Berufung auf eine Professur Vorstandsmitglied der Volksbank Bonn-Rhein-Sieg, tätig. Er war  12 Jahre Handelsrichter an der 1. Kammer für Handelssachen beim Landgericht Bonn. Von 1980 bis 1998 Mitglied/Vorsitzender des Fachausschusses Bankrecht beim Bundesverband der Volksbanken und Raiffeisenbanken, seit 1998 permanenter Gaststatus. Von 1998 bis 2016 lehrte er auf der Professur für Bürgerliches Recht, Handelsrecht und Bankrecht an der Fachhochschule Nordostniedersachsen, fusioniert 2005 mit der Leuphana Universität Lüneburg.

## Schriften (Auswahl)
- Zur Geschichte und Dogmatik nachwirkender Vertragspflichten. Freiburg im Breisgau 1975, OCLC 251378773.
- mit Thomas Schomerus (Hrsg.): 10 Jahre Wirtschaftsrecht in Lüneburg. Baden-Baden 2005, ISBN 3-8329-1132-4.